# بيتسي رو
بيتسي رو (بالإنجليزية: Betsy Rue)‏ هي ممثلة أمريكية، ولدت في 14 مايو 1979 في الولايات المتحدة.

## أعمال

### أفلام
- (2007) محطم القلوب[1]
- (2009) هالووين 2[2]

### مسلسلات
- كيف قابلت أمكما

## وصلات خارجية
- بيتسي رو على موقع IMDb (الإنجليزية)
- بيتسي رو على موقع ألو سيني (الفرنسية)
- بيتسي رو على موقع قاعدة بيانات الأفلام السويدية (السويدية)
- بيتسي رو على موقع قاعدة بيانات الفيلم (الإنجليزية)
- بيتسي رو على موقع كينوبويسك (الروسية)